# Jonathan Stroud
Jonathan Anthony Stroud (* 27. října 1970, Bedford, Anglie) je autorem fantasy knížek, určených převážně dětem a mládeži.

## Biografie
Narozen roku 1970 v Bedfordu, v Anglii, Jonathan Stroud začal s psaním jeho prvních příběhů jako velmi mladý. Vyrostl ve St Albanii, kde si užíval čtení knih, kreslení obrázků a psaní knížek. Mezi sedmým a devátým rokem začal být velice často nemocný, takže strávil většinu dní v nemocnici nebo doma v posteli. Aby unikl nudě, začal se zabavovat knihami a různými příběhy. Poté, co dokončil studium anglické literatury na University of York pracoval v Londýně jako editor pro Walker Books store. Začal se pohybovat mezi jinými styly psaní a knížek, což ho brzy inspirovalo k psaní vlastních knih. Během roku 1990 publikuje svá vlastní díla, což mu přináší nečekaný úspěch.
V březnu roku 1999, Jonathan vydal své první dílo - určené dětem: Skrytý oheň (Buried Fire) což započalo škálu Stroudových fantasy/mytologických knížek pro děti.
Mezi jeho nejslavnější knihy patří bestseller Bartimaeova trilogie (Bartimaeus Trilogy). Jonathanem zajímavě pojaté prostředí příběhu sleduje chování, myšlení a etiku společnosti vládnoucích kouzelníků – mágů a zotročených démonů, rozdělených podle své moci do pěti vzájemně nespolupracujících kategorií.
Děj prvního příběhu se odehrává v současné lidské společnosti Anglie a města Londýna a vše je viděno z perspektivy sarkastického a egocentrického džina Bartimaea.
Knihy z této trilogie jsou: Amulet Samarkandu (The Amulet of Samarkand - 2003), Golemovo oko (The Golem's Eye - 2004), a Ptolemaiova brána (Ptolemy's Gate - 2005). Později v roce 2010 vydal Jonathan Stroud ještě The Ring of Solomon, jehož děj předchází dříve uveřejněnému prvnímu dílu.
Jeho první knihy byly publikovány v Spojených státech a knížka Amulet Samarkandu se dočká zfilmování, které stále není dokončené.
V roce 2013 začal vydávat sérii Lockwood & Co . : Screaming Staircase (2013), The Whispering Skull (2014), The Hollow Boy (2015), The Creeping Shadow (2016), The Empty Grave (2017).
Stroud žije v St. Albans, Hertfordshire, se svými dvěma dětmi, Isabellou a Arthurem, a se svou ženou Ginou, ilustrátorkou dětských knížek.
Jonathan také příležitostně navštěvuje fórum o Bartimaeově trilogii, aby odpověděl na otázky fanoušků.